# 江辅臣
江辅臣（1896年—？），清末民国知名裁缝、服装业商人。“红帮裁缝”创始人之一。

## 生平
祖籍浙江宁波府奉化县，生于上海，父江良通已是上海滩著名西装裁缝，是江良通次子。其父去世时，江辅臣年仅4岁。1901年，入上海教会学校念书，毕业于法国天主教教会学校“圣芳济学院”，因而熟拈法文、英文，并是该校首批中国学生。毕业后即继承家业，任“和昌号”经理，专营西服制作，而“和昌号”是上海第一家西服店。因英语流利，与英国、美国各外交官、总督结交，因此揽下上海英美租界大批西装生意，成为最大西装制作的华商。后又承接上海公共租界工部局皮鞋、皮带、帽子，甚至警徽、警棍等服饰用品。20世纪20年代，连任数届上海西服业同业公会会董，为“红帮裁缝”代表人物。后又推举为上海西服商业同业公会理事长。

## 故居
- 今浙江省宁波市奉化区江辅臣故居[1]。
- 今“锦沙学校”旧址，“锦沙学校”是江辅臣联同其父江良通、叔江良达斥资并捐田123亩办慈善所建的学校[1]。